# 微序楼梯草
微序楼梯草（学名：Elatostema microcephalanthum），或稱微頭花樓梯草，是荨麻科楼梯草属的植物，为台灣的特有植物。分布于台灣本島，目前尚未由人工引种栽培。

## 扩展阅读
- 維基物種上的相關：微序楼梯草